# Henryk Mieroszewski
Henryk Mieroszewski herbu Ślepowron (ur. 19 stycznia 1867, zm. 5 grudnia 1924) – polski właściciel ziemski, rotmistrz w cesarskiej i królewskiej armii. W latach 1915–1917 pełnił funkcję komisarza rządowego w Opocznie.

## Życiorys
Henryk Wincenty Mieroszewski herbu Ślepowron urodził się 19 stycznia 1867 r. w Wolicy w parafii Imielno. Jego ojcem był Andrzej Jerzy Mieroszewski, a matką Walentyna z domu Zwierkowska.  

### Służba w Armii Austro-Węgier
W wieku 17 lat rozpoczął naukę w Szkole Kadetów Kawalerii w Hranicach. Po jej ukończeniu, w 1886 r., w randze kadeta rozpoczął służbę w 13 Galicyjskim Pułku Ułanów. Stacjonował m.in. we Lwowie i w Złoczowie. Po sześciu latach służby w wojsku, gdzie koledzy nadali mu przydomek „Landgraf”, został przeniesiony do rezerwy w stopniu podporucznika. Mimo że od tego momentu nie pełnił już aktywnej służby wojskowej, w 1908 r. uzyskał stopień porucznika rezerwy. 

### Życie w Biskupicach
W 1892 r. Henryk Mieroszewski nabył dobra Biskupice wraz z przyległościami (Trąbki i Darczyce). 10 września tego samego roku wstąpił w związek małżeński z Zofią Stefanią Chrząszcz. Ceremonia odbyła się we wsi Ostrowczyk Polny w parafii Busk w obwodzie lwowskim. W następnym roku, 26 czerwca 1893, w rodzinie Mieroszewskich urodziła się córka Irena Marianna Zofia. 
Po zakończeniu służby wojskowej oprócz gospodarowania w majątku Henryk Mieroszewski pełnił też kilka funkcji publicznych. Był m.in. „znawcą w rzeczach dóbr tabularnych” przy Sądzie Krajowym w Krakowie oraz prezesem wielickiego zarządu powiatowego Towarzystwa Kółek rolniczych we Lwowie.   
W 1899 r. Henryk Mieroszewski wraz z małżonką ufundowali w Biskupicach figurę przydrożną z rzeźbą św. Jana Nepomucena. Na cokole umieszczono inskrypcję „O byle cień ma żal człowiek do człowieka, a życie jak osioł ucieka. A wieczność czeka”, która nawiązuje do bajki Ezopa o ośle i jego cieniu.   

### I wojna światowa
Po wybuchu I wojny światowej, w maju 1914 r., Henryk Mieroszewski zgłosił się do służby w swoim macierzystym 13 Galicyjskim Pułku Ułanów. Początkowo został skierowany na front, ale już po kilku dniach odesłano go na tyły. W czasie swojej służby organizował pozyskiwanie koni dla nowych rekrutów, szkolił młodych ułanów i transportował ich w wyznaczone miejsca. Terenem jego działalności były północno-wschodnie Austro-Węgry. W uznaniu jego zdolności organizacyjnych w grudniu 1914 r. został awansowany do stopnia rotmistrza rezerwy. 

#### Komisarz rządowy Opoczna
W konsekwencji ofensywy wiosennej 1915 r. i sukcesów militarnych armii Austro-Węgier na zajętych przez nią nowych obszarach zachodziła konieczność tworzenia struktur wojskowej administracji okupacyjnej. Na terenie powiatu opoczyńskiego komendantem wojskowym mianowano pułkownika Tadeusza Wiktora. Rotmistrz Mieroszewski został jego adiutantem. Po kilku miesiącach pułkownik Wiktor mianował go komisarzem rządowym Opoczna. Dzięki temu, że obaj byli Polakami, mieli do siebie zaufanie i doskonale współpracowali, nowy komisarz rządowy mógł podejmować decyzje i działania, które nie do końca zgadzały się z oficjalną polityką okupanta. 
Sytuację, jaką zastał w Opocznie po wycofaniu się Rosjan, opisał w swoim pamiętniku następująco: 

Opoczno - mieścina powiatowa, 8000 dusz, w tem połowa Żydów (...) Sterczy kilka kominów fabrycznych, fabryka terracoty, cegielnie, wapniarki, odlewnia stali, młyn parowy. Wrażenia moje po kilkumiesięcznym pobycie: na ogół biorąc, to wszystko czeka powrotu Moskali, poziom umysłowy obywatelstwa b[ardzo] słaby (...) obywatele na siebie psy wieszają; księża jak w ogóle w Królestwie Polskiem bez matury i wyższych studii; ludność zdeprawowana, chłop na pierwszy rzut oka niby inteligentny, lecz to nieprawda (...) mieszczaństwa właściwie nie ma, są to handlarze i kołtuny. Żydy to istna plaga tego kraju, wyrafinowani, każdy środek szachrajstwa jest im dostępny, nie mogą się dosyć nadziwić, że np. ja łapówek nie przyjmuję. Mimo zniszczenia wojennego wszyscy mają, pieniądze. Wójt, sołtys, pisarz, pobierają łapówki; długiego czasu potrzeba będzie, by to wytępić, o ile wojna i okupanci stanu tego nie pogorszą. Poszanowania cudzej własności ani śladu. Należy mieć twardą, lecz sprawiedliwą rękę (...) Nauczycielstwo b[ardzo] liche, tak umysłowo, jak i osoby, co się daje odczuwać przy wizytacji szkół.

W czasie swojej 22-miesięcznej służby na terenie powiatu opoczyńskiego rotmistrz Mieroszewski podjął wiele działań na rzecz rozwoju ziemi opoczyńskiej i jej mieszkańców. Do jego ważniejszych osiągnięć można zaliczyć m.in. powołanie działającej na terenie miasta polskiej policji, przywrócenie w urzędach języka polskiego, reorganizacja straży ogniowej oraz zreformowanie miejscowego szkolnictwa i systemu ochrony zdrowia. Komisarz rządowy Opoczna nakazał obchodzenie polskich świąt narodowych, chronił mieszkańców przed represjami ze strony władz okupacyjnych (kontyngenty i rekwizycje zboża oraz bydła), rozbudował infrastrukturę miasta, zadbał o poprawę jego warunków sanitarnych i zorganizował system pozyskiwania przychodów do kasy miejskiej. Ówczesne społeczeństwo Opoczna dostrzegało i doceniało działalność Mieroszewskiego na rzecz miasta do tego stopnia, że kiedy stało się jasne, że austriackie władze wojskowe będą przekazywały swoje obowiązki władzom cywilnym wybieranym w wyborach samorządowych, w konsekwencji czego rotmistrz Mieroszewski zostanie odwołany ze swojego stanowiska, grupa obywateli Opoczna zaproponowała Mieroszewskiemu darowiznę w postaci jednej z kamienic opoczyńskich. Dzięki takiemu zabiegowi Mieroszewski, jako obywatel Opoczna, mógłby zostać wybrany na stanowisko burmistrza. Mieroszewski odmówił, ponieważ formalnie nadal był poddanym austriackim. 20 czerwca 1917 r. komisarz rządowy Opoczna wydał pożegnalną odezwę do mieszkańców miasta, a dwa dni później wyjechał do Lublina do macierzystego pułku ułanów.  
Sam Mieroszewski podsumował ten etap życia w swoim pamiętniku w następujący sposób:  

Czem byłem jako komisarz rządowy dla miasta Opoczna, nie potrafię wszystkiego, com zdziałał, opisać; nie wiem, czy ludność i obywatele Opoczna doceniali mą skuteczną obronę ich mienia przed ustanawianymi kontyngentami czy rekwizycjami zboża, bydła itd. (...) Mam wszelkie prawo do twierdzenia, że choć nosiłem mundur ułanów austriackich, byłem z krwi i kości Polakiem i gdzie tylko mogłem Polaków broniłem, narażając się niejednokrotnie na nieprzyjemności u władz wyższych czy wojskowości, lecz cel mój normalnie osiągałem. Wszystkie te sprawy podnoszę nie dla własnej chwały, lecz dla wykazania ogromu pracy, która bez poparcia opoczyńskiego obywatelstwa nie byłaby mi się udała.

#### Początki niepodległej Polski
Do końca sierpnia 1918 r. rotmistrz Mieroszewski służył w administracji 13. pułku ułanów w Lublinie. Stan jego zdrowia systematycznie się pogarszał. Uskarżał się na problemy z sercem. Był na kilku urlopach zdrowotnych i kuracjach. We wrześniu 1918 r. został przeniesiony do Rzeszowa, gdzie doczekał się rozpadu struktur austriackiej administracji wojskowej i początków niepodległej Polski. Odrzucił propozycję dalszej służby w Wojsku Polskim i wrócił do Krakowa. 

### Ostatnie lata życia
Po odejściu ze służby w 1918 r. Mieroszewski sprzedał majątek Biskupice Mieczysławowi Walterowi de Walthoffen. W 1921 r. został wymieniony na „Liście znawców zamianowanych do oszacowania większych posiadłości gruntowych, lasowych i realności połączonych z większemi przedsiębiorstwami dla całego okręgu sądu apelacyjnego krakowskiego”. Był znawcą z dziedziny gospodarstw gruntowych i lasowych dla powiatu wielickiego. W marcu 1923 r. Mieroszewski przekazał żonie i córce rękopis prowadzonego przez siebie pamiętnika z prośbą o jego podarowanie Bibliotece Jagiellońskiej.  Henryk Mieroszewski zmarł 5 grudnia 1924 r. w Krakowie. Został pochowany w rodzinnym grobowcu na cmentarzu w Niegardowie.

## Odznaczenia i medale
- Order Kawalerski Franciszka Józefa I
- Odznaka Honorowa Czerwonego Krzyża II Klasy
- Medal Zasługi Wojskowej (Signum Laudis)
- Medal jubileuszowy z okazji 50 lat panowania Franciszka Józefa I dla wojskowych

- Krzyż Mariański

## Upamiętnienie
27 października 2017 r. w uznaniu jego zasług imieniem rotmistrza Henryka Mieroszewskiego nazwano rondo u zbiegu ulic Partyzantów i Edmunda Biernackiego w Opocznie.

## Galeria zdjęć

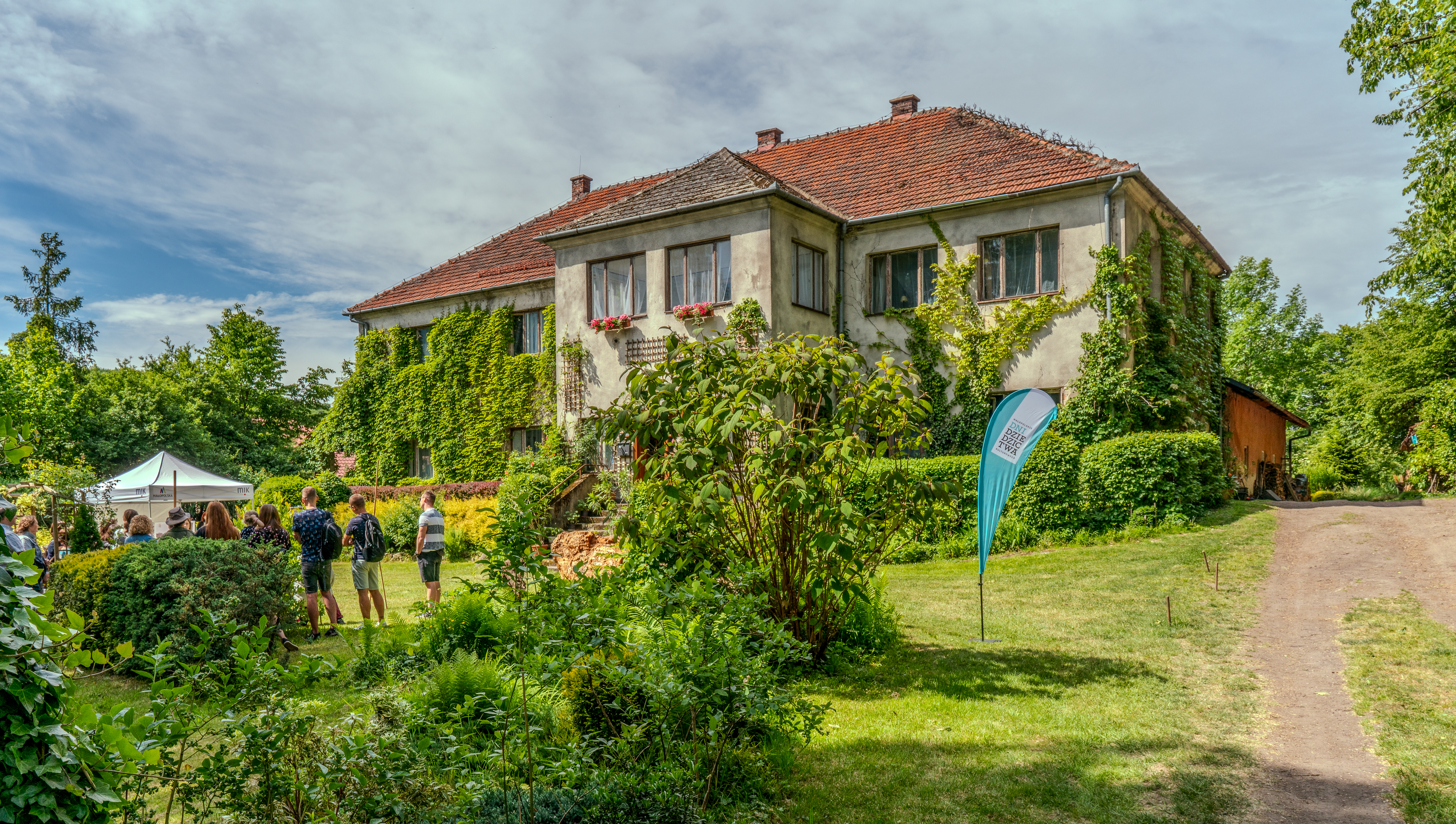
Dwór w Biskupicach, w którym mieszkał H. Mieroszewski
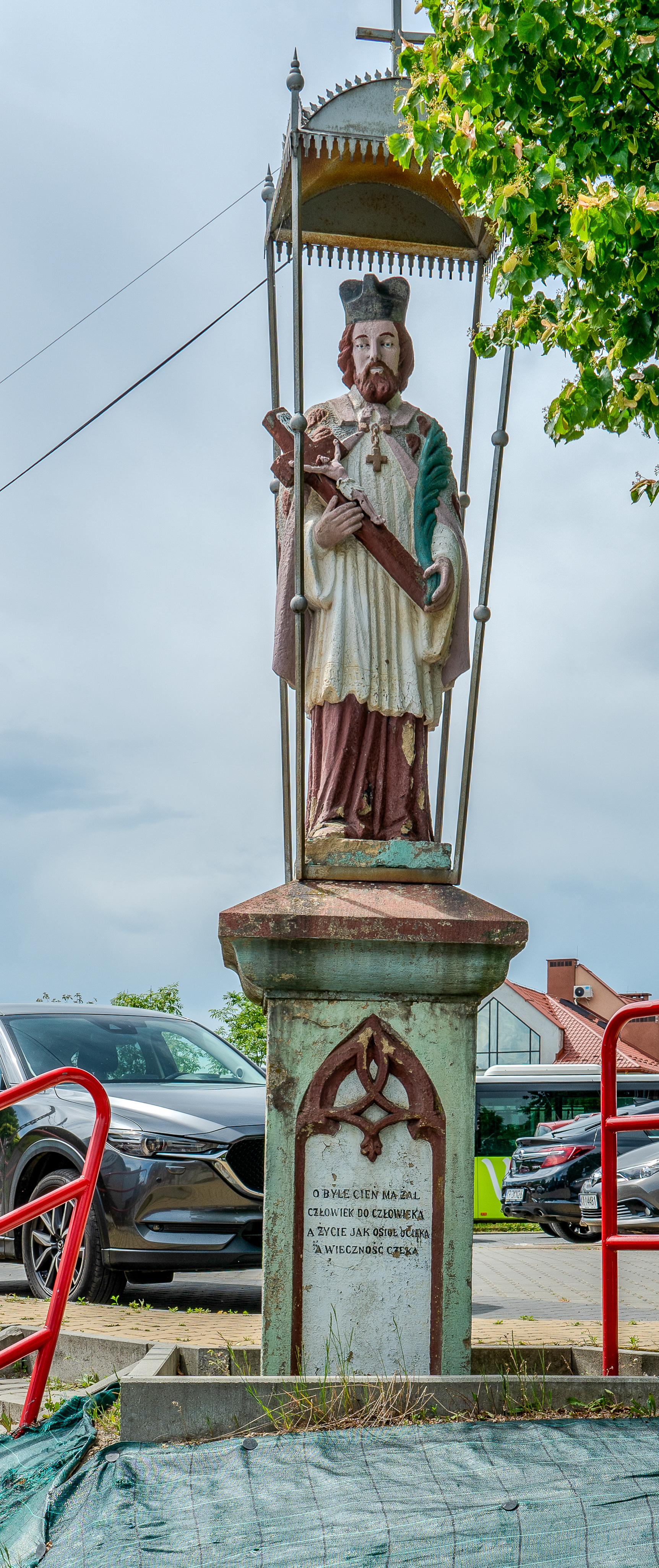
Kapliczka św. Jana Nepomucena ufundowana przez H. Mieroszewskiego
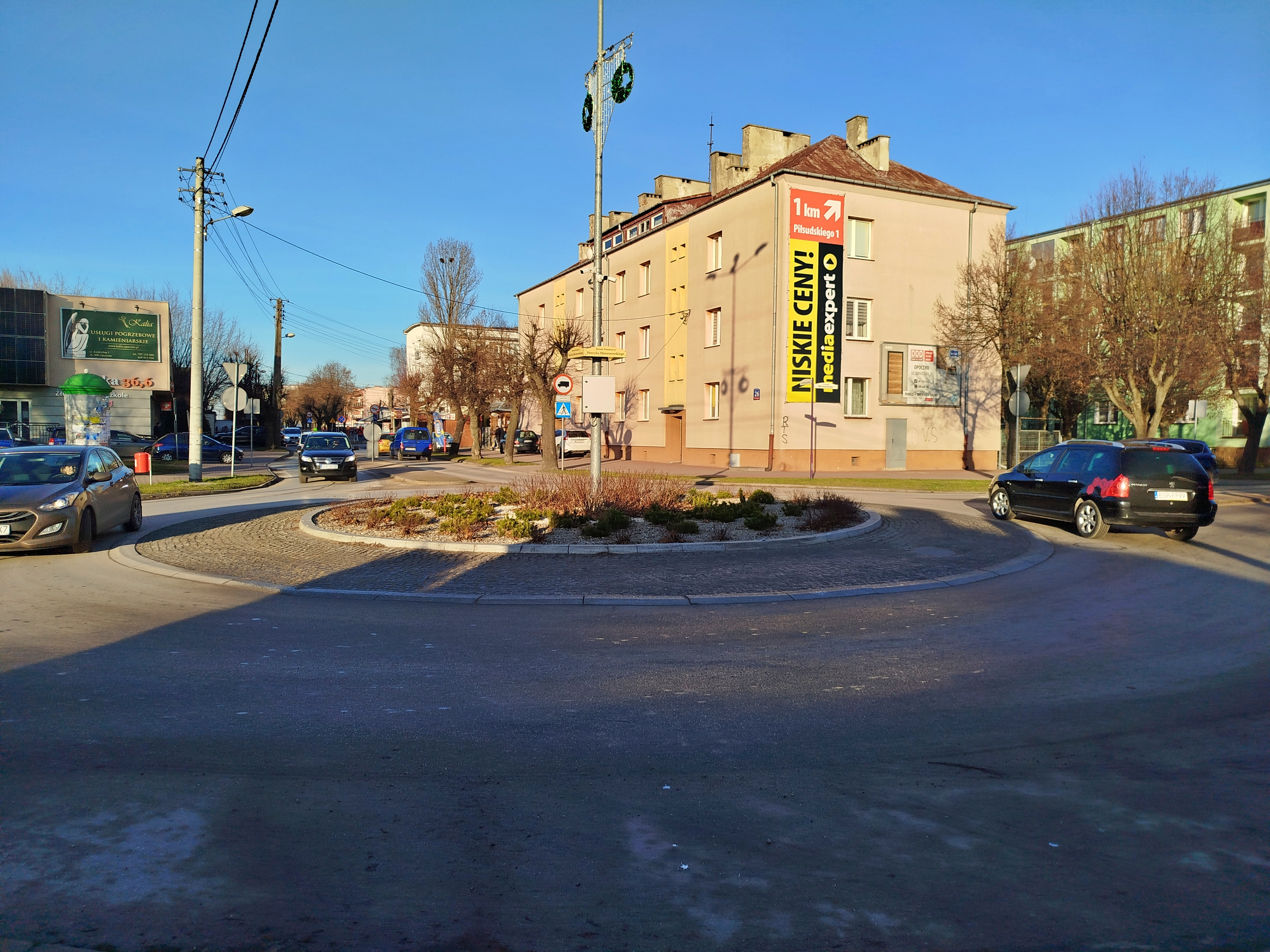
Rondo im. rotmistrza Henryka Mieroszewskiego w Opocznie